# Заборье (Червенский район)
Заборье (бел. Забор'е) — деревня в Червенском районе Минской области Беларуси. Входит в состав Ляденского сельсовета.

## Географическое положение
Расположена в 20 километрах к юго-востоку от Червеня, в 82 км от Минска, в 11 км от железнодорожной станции Гродзянка линии Гродзянка—Верейцы, на правом берегу реки Ганутка.

## История
Населённый пункт известен с XVIII века. На 1767 год деревня Заборище в составе Минского воеводства ВКЛ, принадлежавшая Ф. Завише, где насчитывалось 14 дворов и 58 душ мужского пола, работала мельница. В результате II раздела Речи Посполитой 1793 года вошла в состав Российской Империи. Согласно переписи населения Российской империи 1897 года застенок Заборье вблизи деревни Горки, входивший в состав Якшицкой волости Игуменского уезда Минской губернии, здесь было 7 дворов, проживали 37 человек. На 1908 год урочище, где насчитывалось 3 двора и 17 жителей. 
На 1917 год в урочище 9 дворов, 62 жителя (27 мужчин и 35 женщин). 20 августа 1924 года вошла в состав вновь образованного Горковского сельсовета Червенского района Минского округа (с 20 февраля 1938 — Минской области). Согласно переписи населения СССР 1926 года насчитывалось 8 дворов, проживали 54 человека. Перед войной в деревне насчитывалось 11 домов. Во время Великой Отечественной войны в ноябре 1942 года немецко-фашистским захватчикам стало известно, что жители деревни Буда поддерживают связь с партизанами бригады «Разгром», после чего было принято решение сжечь деревню вместе с жителями. Перед проведением карательной акции немцы заглянули в Заборье, и один из них предупредил сельчан о готовящейся карательной акции. Сразу после сожжения Буды жители Заборья покинули свои дома и спрятались в лесу. Зайдя в деревню и не обнаружив там жителей, фашисты подожгли дома, однако не стали ждать, пока те догорят, и ушли дальше. После этого некоторые жители вернулись в деревню и даже смогли потушить часть домов. 11 жителей Заборья не вернулись с фронта. 16 июля 1954 года в связи с упразднением Горковского сельсовета деревня передана в Ляденский сельсовет. На 1960 год её население составило 43 человека. В 1980-е годы деревня относилась к совхозу «Горки». На 1997 год здесь было 6 домов и 11 жителей. На 2013 год 5 жилых домов, 7 жителей.
На 2025 год нету постоянного населения

## Население
- 1767 — 14 дворов, 58 мужчин
- 1897 — 7 дворов, 37 жителей
- 1908 — 3 двора, 17 жителей
- 1917 — 9 дворов, 62 жителя
- 1926 — 8 дворов, 54 жителя
- 1941 — 11 дворов
- 1960 — 85 жителей
- 1997 — 6 дворов, 11 жителей
- 2013 — 5 дворов, 7 жителей
- 2025 — нет постоянного населения